# Bollmann-Bildkarten-Verlag
Die Bollmann-Bildkarten-Verlag GmbH & Co. KG ist ein kartografischer Verlag aus Braunschweig. Das Familienunternehmen wurde 1948 gegründet und produziert seither die in einer speziellen Technik erstellten und nach ihm benannten „Bollmann-Bildkarten“, eine Art dreidimensionaler Stadtplan.

## Geschichte
Als der gelernte Grafiker Hermann Bollmann (1911–1971) 1947 aus sowjetischer Kriegsgefangenschaft in das schwer zerstörte Braunschweig zurückkehrte (alliierte Bombenangriffe hatten die Innenstadt zu 90 % zerstört), hatte er angesichts des Ausmaßes der Schäden die Idee, ein eigenständiges Zeitdokument in Form eines völlig anderen Stadtplanes zu schaffen. Bollmann hatte während des Krieges bei einem Stab im Osten Truppenkarten in sogenannter „Militärperspektive“ angefertigt und übertrug diese Technik, die er später selbst „Hubschrauber-Perspektive“ nannte, nun akribisch auf Stadtpläne und Ähnliches. So entstand die „Trümmerkarte Nr. 1“, ein Stadtplan Braunschweigs im Maßstab 1:3.000, der mittlerweile von stadtgeschichtlicher Bedeutung ist, da er die unmittelbare Nachkriegssituation in der Stadt wiedergibt. Die Idee des Firmengründers entwickelte sich mit einem seither weltweit geschützten Zeichenstil zum Markenzeichen und Alleinstellungsmerkmal der „Bollmann-Bildkarten“.
In der Zeit des Kalten Krieges (bis ca. 1990) durften Luftbilder grundsätzlich erst nach individueller Prüfung und Freigabe durch eine entsprechende Landesbehörde veröffentlicht werden. Seitens der Westalliierten bestand die Befürchtung, die Bollmannschen Karten könnten aufgrund ihrer Detailtreue und Aktualität zu Spionagezwecken vom Ostblock missbraucht werden. Für die Firma Bollmann wurde jedoch eine Sonderregelung getroffen: Da es viel zu zeitaufwändig gewesen wäre, jedes einzelne Luftbild zu prüfen, mussten die Zeichner des Unternehmens bei den Behörden jedes Jahr ein neues polizeiliches Führungszeugnis vorlegen und die mittlerweile weit über eine Million Schwarzweiß-Fotos und -Filme mussten – für die Öffentlichkeit unzugänglich – in einem Bunker eingeschlossen werden, wo sie sich noch heute befinden.
Geschäftsführer des Bollmann-Bildkarten-Verlags ist Sven Bollmann, Enkel des Unternehmensgründers, der das Familienunternehmen in dritter Generation leitet.

## Die Bollmann-Bildkarten

Bollmann-Bildkarten stellen Gebäude in einer speziellen Form der Vogelperspektive (schiefe Parallelprojektion) wie Beispiel c) dar. Ihre Grundfläche ist dabei perspektivisch unverzerrt, wie direkt von oben gesehen.

Die Stadtpläne der Firma Bollmann zeichnen sich durch ihre ungewöhnliche Abbildungsperspektive aus: Während die Pläne die Stadt wie kartografisch üblich an jedem Punkt direkt von oben, also perspektivisch unverzerrt, wiedergeben, sind sämtliche Bauwerke (aber auch Bäume oder Ähnliches) in den Plan dreidimensional, schräg von vorn-oben gesehen, eingezeichnet, so dass auch Fenster, Türen und Schornsteine sichtbar werden. Dabei wird ihre Höhe um das 1,5- bis 1,8-fache überhöht wiedergegeben. Um Gebäudefassaden besser darstellen zu können, werden Straßen geringfügig verbreitert abgebildet. Der Betrachter hat aufgrund des hohen Detailreichtums der kolorierten Zeichnung den Eindruck, als betrachte er die Stadt aus der Vogelperspektive. Von verschiedenen Fachzeitschriften wurde Hermann Bollmann deshalb schon bald als der „Merian des 20. Jahrhunderts“ bezeichnet.

### Technik
Die zur Erstellung der Bollmann-Bildkarten verwendete und geschützte Technik hat sich seit 1948 kaum verändert. In den ersten Unternehmensjahren lief Hermann Bollmann die Städte tatsächlich noch zu Fuß ab. So benötigte er für Goslar acht Tage, für Frankfurt am Main zwei Monate und für Amsterdam, das er 1955 zeichnete, drei Monate, wobei er teilweise bis zu 16 Stunden täglich arbeitete. Die ersten 22 Pläne zeichnete er noch freihändig selbst und bediente sich dabei der Daten und Unterlagen der jeweiligen Vermessungsämter, um sicherzustellen, dass weder die bauliche Struktur einer Stadt noch deren maßstabsgerechter Grundriss verfälscht wurden. 1958 wurden Straßen und Plätze zum ersten Mal mit einem speziell für diesen Zweck umgebauten VW Käfer abgefahren, in dem eine speziell von Hermann Bollmann entwickelte Kamera eingebaut war. Die Kamera war auf dem Dach montiert und machte alle paar Meter automatisch ein Foto. Diese Fotos wurden dann von den Zeichnern detailgenau übertragen. Der Käfer wurde mittlerweile durch einen modernen Kleinwagen ersetzt. Darüber hinaus wird ebenfalls seit 1958 eine firmeneigene Cessna 170 B für Luftbildaufnahmen eingesetzt.
Pro Stadtplan benötigen die Zeichner durchschnittlich 20.000 Fotos und etwa ein Jahr Arbeitszeit zur Umsetzung. Ungefähr alle fünf Jahre erscheint ein aktualisierter Plan. Für den 1962 angefertigten Stadtplan von New York waren allerdings etwa 67.000 Fotos (50.000 Boden- und rund 17.000 Luftaufnahmen) notwendig, für Jerusalem ca. 40.000. Inzwischen gibt es rund 80 Pläne von deutschen und internationalen Städten, darunter Bethlehem, Celle, Graz, Kopenhagen, Lüneburg, Trier und Zürich, sowie zwei von gesamten Landkreisen, nämlich von Peine und Düren. Darüber hinaus fertigte Hermann Bollmann eine Ski- und Wanderkarte des Harzes an.